# Blas Pérez González
Blas Pérez González (Santa Cruz de La Palma, 13 de agosto de 1898-Madrid, 7 de febrero de 1978) fue un jurista, catedrático de universidad y político español, que desempeñó el cargo de ministro de la Gobernación durante el franquismo, entre 1942 y 1957.

## Biografía

### Formación y primeros años
Nació en Santa Cruz de La Palma. Cursó los estudios de Bachillerato en los institutos de La Laguna y Barcelona, y la carrera de derecho en la Universidad Central de Madrid, consiguiendo el premio extraordinario fin de carrera y donde realizó también el doctorado. También fue miembro del Cuerpo Jurídico Militar, donde alcanzaría el rango de general auditor del Aire.
En 1927 obtuvo por oposición la cátedra de derecho civil de la Universidad de Barcelona, llegando a ser decano de la Facultad de Derecho, cargo del que fue depuesto al declararse la II República.
Poco antes de la sublevación militar, se había afiliado a la Falange Española de las JONS, y por sus simpatías políticas acabó detenido y encarcelado el 27 de septiembre en Barcelona, donde residía. Sólo se lo liberó cuando unos antiguos alumnos suyos intercedieron por él. Luego se ocultó durante nueve meses, hasta que, pasando primero por Francia y Venezuela, pudo regresar a España, pero en este caso a la zona nacional.
Con anterioridad al decreto de unificación, en 1937 fue destinado a la asesoría jurídica del Cuartel General de Franco en Salamanca y Burgos. En octubre de 1939 fue nombrado miembro de la Junta Política de FET y de las JONS. Ocupó también el cargo de delegado nacional de Justicia y Derecho de FET y de las JONS.

### Ministro de la Gobernación
El 15 de agosto de 1942, una vez terminados los oficios religiosos en el santuario de Begoña de Bilbao, un grupo de divisionarios falangistas lanzaron unas bombas sobre la comitiva, en su mayoría tradicionalista. Este hecho hizo que el general Franco destituyese a su cuñado, Serrano Suñer, como ministro de Asuntos Exteriores y nombró a Pérez González ministro de la Gobernación. En septiembre de 1942 fue nombrado ministro de la Gobernación, en cuya calidad inauguró el 27 de noviembre de 1944 el parador nacional de turismo de Andújar en el santuario de Santa María de la Cabeza.
En 1951, en el contexto de los cambios ministeriales que tuvieron lugar, Pérez Gónzalez fue mantenido por Franco en su puesto a pesar de los consejos en contra del almirante Luis Carrero Blanco. En febrero de 1957 fue cesado como ministro, siendo sustituido por el «duro» Camilo Alonso Vega. Su destitución se produjo en el contexto inmediato a los refriegas universitarias entre falangistas y no falangistas de febrero de 1956.Ese mismo año rechazó la cartera de Sanidad y se alejó poco a poco de los postulados del régimen.

### Carrera posterior
Tras su cese como ministro fue procurador en las Cortes franquistas por designación directa del jefe del Estado.
Electo miembro de número de la Real Academia de Ciencias Morales y Políticas, rechazó sin embargo tomar posesión de la plaza, al igual que Ramón Serrano Suñer. Presidente del Consejo de Redacción de la Revista de Derecho Privado, fue consejero togado del Consejo Supremo de Justicia Militar y presidente del Consejo de Codificación de Derecho Privado y del Código de Jurisdicción del Aire. También fue consejero del Patronato de la Fundación Juan March, así como presidente de Nora Ibérica, S.A., y vocal en los consejos de administración de Lepanto, S.A., Compañía Trasmediterránea, Compañía de Seguros Generales y La Auxiliar de la Construcción, S.A. entre otros. 
La Avenida Marítima de Santa Cruz de La Palma se llamó Avenida Blas Pérez González en su honor, hasta que el Ayuntamiento decidió recuperar el nombre anterior. En su ciudad natal resta una glorieta con su nombre en la entrada del puerto, donde existía un pequeño monumento en su honor. Dicho monumento fue retirado en 2016. Otros pueblos de la isla de La Palma han nombrado a algunas calles con su nombre en su recuerdo.

## Imputación póstuma
Fue uno de los treinta y cinco altos cargos del franquismo imputado por la Audiencia Nacional en el sumario instruido por Baltasar Garzón, por los delitos de detención ilegal y crímenes contra la humanidad cometidos durante la Guerra civil española y en los primeros años del régimen, y que no fueron procesados al comprobarse su fallecimiento.

## Obras
Blas Pérez González escribió los siguientes libros:
- El método jurídico (1942).
- El requisito de la viabilidad (1944).
- Rescisión de Institución.
- Discursos Políticos.
- La obra de Prieto Bonforte.
- La extensión del derecho real de hipoteca.

## Recompensas
Con motivo del Día del Caudillo, el 1 de octubre del 1954 se concedía la Medalla de Oro de la Juventud al arzobispo de Santiago, Fernando Quiroga Palacios y a los destacados falangistas José Antonio Girón, Blas Pérez González y Emilio Rodríguez Tarduchy.

## Condecoraciones
Le fueron concedidas las siguientes condecoraciones: 
- Caballero gran cruz de la Orden de San Lázaro de Jerusalén
- Caballero gran cruz de la Orden de Carlos III
- Caballero gran cruz de la Orden de Isabel la Católica
- Gran cruz del Mérito Militar
- Gran cruz del Mérito Naval
- Gran cruz de la Orden Civil de la Beneficencia
- Gran cruz de la Orden de San Raimundo de Peñafort
- Medalla de Oro de Segovia.